# Équipe du Zimbabwe féminine de basket-ball
Maillots
L'équipe du Zimbabwe de basket-ball féminine représente la Fédération du Zimbabwe de basket-ball lors des compétitions internationales.

## Parcours aux Championnats d'Afrique des Nations
12e au championnat d'Afrique de basket-ball féminin 2013

### Effectif 2014
Joueuses :
Entraîneur :  
Assistants : 